# La corsara (film 1950)
La corsara (Buccaneer's Girl) è un film del 1950 diretto da Frederick de Cordova.
È un film d'avventura statunitense con Yvonne De Carlo, Philip Friend e Robert Douglas.

## Produzione
Il film, diretto da Frederick De Cordova su una sceneggiatura di Joseph Hoffman e Harold Shumate e un soggetto di Samuel R. Golding e Joe May, fu prodotto da Robert Arthur per la Universal International Pictures e girato negli Universal Studios a Universal City, California, da inizio luglio a metà agosto 1949. I titoli di lavorazione furono Debbie's Escape e Mme. McCoy and the Pirate.

## Distribuzione
Il film fu distribuito con il titolo Buccaneer's Girl negli Stati Uniti nel marzo 1950 al cinema dalla Universal Pictures.
Altre distribuzioni:
- in Svezia il 6 marzo 1950 (Under sjörövarflagg)
- in Francia il 9 novembre 1950 (La fille des boucaniers)
- in Finlandia l'8 dicembre 1950 (Merirosvolipun alla)
- in Belgio il 26 gennaio 1951 (De dochter van de zeerover)
- in Danimarca il 26 marzo 1951 (Under sørøverflaget) (La fille du boucanier)
- in Spagna il 7 maggio 1951 (El pirata y la dama)
- in Portogallo il 25 maggio 1951 (A Noiva do Corsário)
- in Austria nel marzo del 1952 (Die Piratenbraut)
- in Germania Ovest il 1º aprile 1952 (Die Piratenbraut)
- in Giappone il 17 aprile 1952
- in Brasile (A Rainha dos Piratas)
- in Spagna (El capitán pirata)
- in Grecia (Arhontissa ton thalasson)
- in Italia (La corsara)
- nei Paesi Bassi (Piratenbloed)

## Critica
Secondo il Morandini è il "tipico film di pirati a basso-medio costo" fatto su misura per la stella femminile del momento, la De Carlo.